# La Cadière-et-Cambo
La Cadière-et-Cambo – miejscowość i gmina we Francji, w regionie Oksytania, w departamencie Gard.
Według danych na rok 1990 gminę zamieszkiwały 163 osoby, a gęstość zaludnienia wynosiła 14 osób/km² (wśród 1545 gmin Langwedocji-Roussillon La Cadière-et-Cambo plasuje się na 744. miejscu pod względem liczby ludności, natomiast pod względem powierzchni na miejscu 667.).